# Rosenthalseifen
Rosenthalseifen ist einer von 22 Ortsteilen der Stadt Bergneustadt im Oberbergischen Kreis im Regierungsbezirk Köln in Nordrhein-Westfalen, Deutschland.

## Lage und Beschreibung
Rosenthalseifen ist eine Ortschaft an dem Weg von Lieberhausen nach Niederrengse. Der Ort liegt in Luftlinie rund 8,4 Kilometer östlich von Bergneustadt. Nachbarorte sind Rosenthal, Niederrengse und der zur Stadt Gummersbach gehörende Ort Bruch.

## Geschichte
Nach der Gebietsreform 1969 wurde der Ort ein Teil von Bergneustadt, er gehörte früher zur Gemeinde Lieberhausen.